# Mike Glover (Boxer)

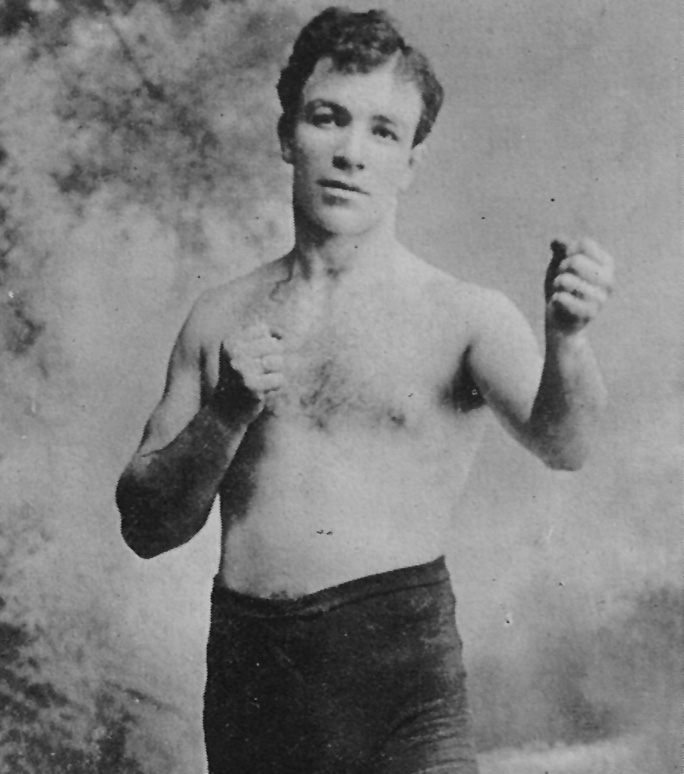
Mike Glover

Mike Glover (* 18. Dezember 1890 in Lawrence, USA; † 11. Juli 1917) war ein US-amerikanischer Boxer im Weltergewicht.

## Profikarriere
Im Jahre 1908 verlor Glover gegen seinen Landsmann Babe Cullen seinen Debütkampf durch einstimmigen Beschluss über 4 Runden. Am 1. Juni 1915 bezwang er Matt Wells einstimmig nach Punkten und wurde dadurch universeller Weltmeister. Allerdings verlor Glover diesen Gürtel bereits in seiner ersten Titelverteidigung am 22. desselben Monats an Jack Britton nach Punkten.
Glover beendete im Jahre 1916 nach einer einstimmigen Punktniederlage gegen Ted Kid Lewis seine Karriere.